# Джонатан Уайлд
Джонатан Уайлд (на английски: Jonathan Wild, 6 май 1683 – 24 май 1725) е може би най-известният престъпник в Лондон (вероятно и във Великобритания) през 18 век. Той изобретява схема, която му позволява да контролира и води една от най-успешната банда за кражби. Уайлд манипулира пресата и националните страхове, което го превръща в най-обичаната публична фигура на 20-те години на 18 век, но след като злодеянията му биват разкрити, той се превръща в една от най-мразените личности. След смъртта си, Уайлд се превръща в символ на корупция и лицемерие.

## Живот
Въпреки че точната дата не се знае, Уайлд е роден в Улвърхамптън. Годината на раждането му се смята, че е една от двете – 1682 или 1683 г. Уайлд е първото от петте деца на бедно семейство. Кръщаван е в църквата „Св. Петър“. Баща му, Джон Уайлд, е бил дърводелец, а майка му е продавала билки и плодове в местен магазин. По това време Уулвърхямптън е вторият по големина град в графството, с население близо 6000 души, които най-често са дърводелци или строители.
Уайлд учи в местното училище, като впоследствие става чирак в ковачница. Той се жени и има един син. През 1704 г. пристига в Лондон като прислужник. След като бива освободен от своя господар, Уайлд се завръща в Уулвърхямптън, преди да се завърне отново в Лондон през 1708 г. По това време Лондон е най-големият град в Англия, с население от 600 000 души, от които 70 000 живеят в предградията на Лондон.
Незначителна е информацията за първите две години, прекарани от Уайлд в Лондон, но се знае, че през март 1710 г. е задържан за неплатен дълг.